# Strzyżów (gmina)
Strzyżów – gmina miejsko-wiejska w województwie podkarpackim, w powiecie strzyżowskim. W latach 1975–1998 gmina położona była w województwie rzeszowskim.
Siedziba gminy to Strzyżów.
Według danych z 30 czerwca 2004 gminę zamieszkiwało 20 655 osób.

## Struktura powierzchni
Według danych z roku 2002 gmina Strzyżów ma obszar 140,23 km², w tym:
- użytki rolne: 67%
- użytki leśne: 23%

Gmina stanowi 27,86% powierzchni powiatu.

## Demografia
Dane z 30 czerwca 2004:
| Opis                              | Ogółem | Ogółem | Kobiety | Kobiety | Mężczyźni | Mężczyźni |
| --------------------------------- | ------ | ------ | ------- | ------- | --------- | --------- |
| jednostka                         | osób   | %      | osób    | %       | osób      | %         |
| populacja                         | 20 655 | 100    | 10 516  | 50,9    | 10 139    | 49,1      |
| gęstość zaludnienia (mieszk./km²) | 147,3  | 147,3  | 75      | 75      | 72,3      | 72,3      |

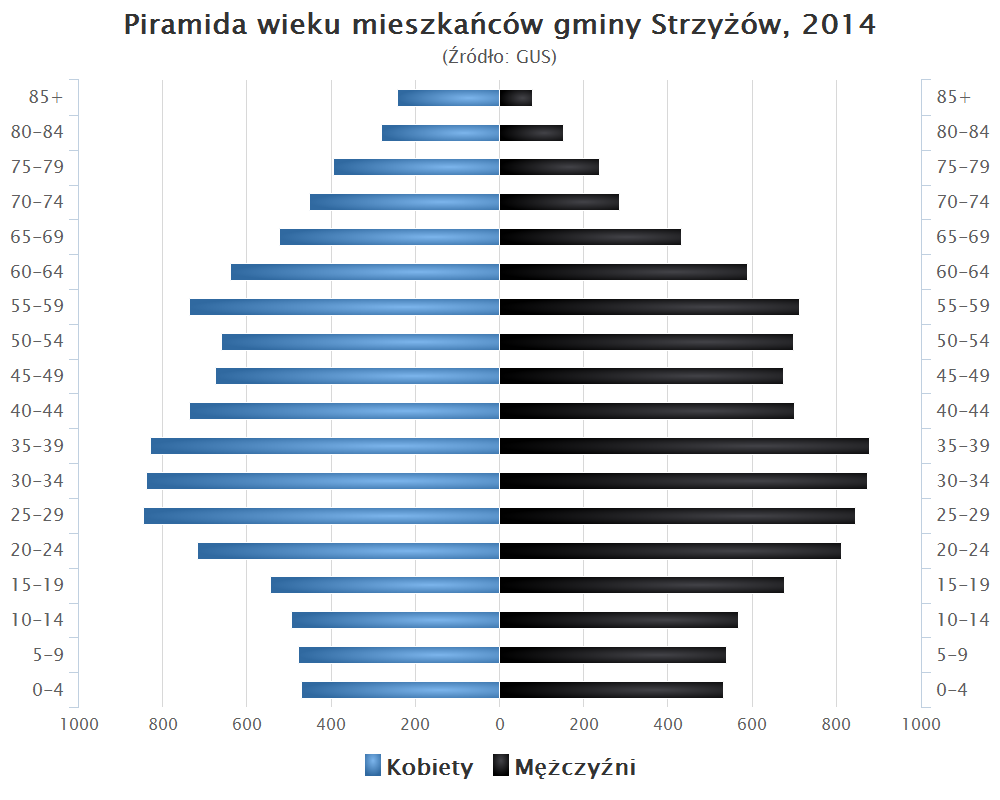
Piramida wieku mieszkańców gminy Strzyżów w 2014 roku

W czerwcu 2016 liczba ludności wynosiła 20 725. Do czerwca 2024 liczba ta zmniejszyła się do 19 683.

## Sołectwa
W skład Gminy Strzyżów wchodzą następujące sołectwa (dane o ludności z 2010):
| - Bonarówka – 178 mieszkańców - Brzeżanka – 358 mieszkańców - Dobrzechów – 1621 mieszkańców - Gbiska – 309 mieszkańców - Glinik Charzewski – 913 mieszkańców - Glinik Zaborowski – 579 mieszkańców - Godowa – 2177 mieszkańców | - Grodzisko – 1063 mieszkańców - Łętownia – 162 mieszkańców - Tropie – 412 mieszkańców - Wysoka Strzyżowska – 2184 mieszkańców - Zawadka – 372 mieszkańców - Żarnowa – 915 mieszkańców - Żyznów – 920 mieszkańców |

## Burmistrzowie gminy i naczelnicy miasta
| - Martinus Dithman (1491) - Walenty Tomala (przed 1593) - Zygmunt Pusakowicz (1658) - Antoni Kazalski (1788) - Filip Modliszewski (1815–1820) - Tomasz Dydacki (1820–1826) - Jan Modliszewski (1826–1827) - Kasper Drogoń (1827–1829) - Michał Nowak (1829–1839) - Józef Patryn (1839–1844) - Ignacy Kazalski (1844–1849) - Antoni Karol (1849–1858) - Wojciech Lasota (1858–1868) - Antoni Pasek (1868–1871) - Michał Wróbel (1871–1875) - Onufry Harmata (1863, 1870, 1875–1878, 1882, 1889–1897) - Wilhelm Zajączkowski (1878–1882) - Franciszek Konieczkowski (1886–1888) - Antoni Panek (1888) - Roman Wyżykowski (1898–1908) - Wojciech Malanek (1908–1911) - Józef Patryn (1911–1916, 1918–1922, 1927–1930) - Franciszek Jezierski (1917) | - Kazimierz Konieczkowski (1922–1927) - Franciszek Gocek (1930–1934) - Józef Chmiel (1934–1939, 1944) - Władysław Górnicki (1939–1944) - Ignacy Patryn (1944–1945) - Franciszek Midura (1945–1949) - Franciszek Moskal (1949–1950) - Wojciech Koszelnik (1950–1954) - Adam Kuch (1955–1974) - Władysław Janicki (1974) - Tadeusz Gliwski (1974–1975) - Stanisław Balicki (1975–1976) - Stanisław Żurek (1976–1981) - Bronisław Moskwa (1986) - Władysław Rusinek (1987–1990) - Marek Śliwiński (PSL; 1990–1998, 2002–2014) - Tadeusz Marek (1998-2002) - Mariusz Kawa (PSL; 2014–2018) - Waldemar Góra (2018–2024) - Agata Gadziała (od 2024) |

## Sąsiednie gminy
Czudec, Korczyna, Niebylec, Wielopole Skrzyńskie, Wiśniowa, Wojaszówka